# Allegheny Uprising
Allegheny Uprising é um filme estadunidense de 1939, do gênero aventura histórica, dirigido por William A. Seiter. O roteiro foi baseado no livro The First Rebel, de Neil H. Swanson.

## Sinopse
Por volta de 1759, na época em que Quebec foi tomada pelos ingleses dos franceses, os colonos estadunidense se insurgem contra os comerciantes recém-chegados à fronteira com o Canadá, que querem fazer negócios com os índios da região. Os índios usam as armas e munição compradas para atacar os colonos, e estes pedem ao governador que proíba esse comércio. O governador atende o pedido, mas Callendar, um comerciante inescrupuloso, se une a um oficial corrupto e tenta contrabandear mercadorias usando as carroças do exército como disfarce. John Smith e outros colonos descobrem o plano e lutam para impedir a chegada da carga. Eles contam ao capitão Swanson o que está acontecendo, mas o oficial não acredita neles.

## Elenco
- Claire Trevor .... Janie MacDougall
- John Wayne .... James Smith
- George Sanders .... capitão Swanson
- Brian Donlevy ... comerciante Ralph Callendar
- Wilfrid Lawson .... 'Mac' MacDougall
- Robert Barrat .... magistrado Duncan
- John F. Hamilton .... professor
- Chill Wills .... John M'Cammon
- Monte Montague	 ...	Morris (não-creditado)